# Acacia uncifolia
Acacia uncifolia é uma espécie de leguminosa do gênero Acacia, pertencente à família Fabaceae.